# یواس‌اس مانارگو (ای‌پی-۲۰)
یواس‌اس مانارگو (ای‌پی-۲۰) (به انگلیسی: USS Munargo (AP-20)) یک کشتی بود که طول آن ۴۳۲ فوت (۱۳۲ متر) بود. این کشتی در سال ۱۹۲۰ ساخته شد.